# Andreea Chira
Andreea Chira (* 3. Februar 1991 in Bukarest, Rumänien) ist eine rumänische Panflötistin.

## Leben
Chira stammt aus einer Familie, in der musikalische Traditionen gepflegt wurden. Im Alter von 11 Jahren wurde ihr musikalisches Talent am Institut Palatul Naţional al Copiilor entdeckt. Ab ihrem 12. Lebensjahr studierte sie als Panflötistin am Musikgymnasium Dinu Lipatti (Liceul de Muzică „Dinu Lipatti“) in Bukarest in der Meisterklasse des Musikprofessors Cornel Pană. 2010 nahm sie am Musikwettbewerb Eurovision Young Musicians teil. 2011 schloss sie ihr Musikstudium am Musikgymnasium Dinu Lipatti mit Auszeichnung ab und ging nach Westeuropa. In Wien begann sie an der Universität Wien ein Studium der Musikwissenschaft. Seit 2012 lebt sie fest in Wien.
Auf Vermittlung einer Wiener Konzertagentur gab sie als Panflötistin Konzerte in Österreich, Luxemburg und Rumänien. In Zusammenarbeit mit österreichischen Komponisten Roland Baumgartner entstand ihr erstes Album. Baumgartner baute außerdem für Chira spezielle Panflöten-Musik in seine Musical-Kompositionen ein. Chira hatte als Solistin mehrere Auftritte in Baumgartners Musicals in Wien, in Österreich und bei Tourneen in Österreich und Deutschland.
Im Pygmalion Theater Wien trat sie im Februar 2013 in Hundertwasser Musical! The play of songs auf; Gastspiele gab sie mit Hundertwasser im Salzhof in Freistadt (Oberösterreich) und in Bamberg im E.T.A.-Hoffmann-Theater (Februar und April 2013). Im Mai 2013 gastierte sie erneut im Pygmalion Theater Wien, diesmal in Sisi – die Seele einer Kaiserin. 2014 und 2015 war sie im Romantik-Theater in Untermarkersdorf dann Solistin in den Aufführungen von Baumgartners Operette Flatterhafte Herzen. Chira trat seither weiterhin regelmäßig regional und überregional als Solistin auf. 
Ab 2017 arbeitete sie mit den Dirigenten Claudio Scimone und Gian Luigi Zampieri zusammen.  Im Rahmen des Galakonzerts „20 Jahre Live Music Now Österreich“ hatte sie im Oktober 2017 im Duett mit dem Pianisten Adrian Gaspar ihren ersten Auftritt im Wiener Konzerthaus und wurde von Claudio Scimone eingeladen, mit den I Solisti Veneti ein Weihnachtskonzert in Padua zu spielen.
2019 spielte sie in Wien gemeinsam mit dem Kahlo Ensemble die Konzertreihe „Die vier Jahreszeiten“ von Antonio Vivaldi. Anfang Juli 2019 gab Andreea Chira ein Konzert in Wuxi, China, wo sie auch eine Meisterklasse abhielt; im September 2019 folgte eine Tournee durch Südkorea. Im Dezember 2019 gastierte Andreea Chira bei einem von der Österreichischen Botschaft in Bukarest organisierten Weihnachtskonzert im Rundfunksaal (Sala Radio) in Bukarest, Rumänien. Chira trat außerdem mit verschiedenen Kammerorchestern in Polen, Tschechien und Rumänien auf. Im Mai 2020 gab sie gemeinsam mit dem aus der Republik Moldau stammenden Akkordeonisten Pavel Efremov ein Online-Konzert, bei dem die beiden Künstler das Musikstück „Libertango“ von Astor Piazzolla spielten.

## Diskografie
Alben:
- 2014: Panpipes Serenade (MCP)
- 2022: Antonio Vivaldi: Concerti op. 8 Nr. 1-4 „4 Jahreszeiten“ (für Panflöte & Orchester) (cpo)